# Susannah Grant
Susannah Grant (nascida em 4 de janeiro de 1963) é uma cineasta estadunidense. Natural da cidade de Nova Iorque, Grant estudou na Faculdade Amherst e frequentou o Conservatório AFI. De 1994 a 1997, ela trabalhou na televisão como produtora e principal roteirista da série dramática Party of Five, da Fox. Ela escreveu os roteiros de filmes como Para Sempre Cinderela; Erin Brockovich, dirigido por Steven Soderbergh; 28 Dias e Pocahontas, da Disney. Por Erin Brockovich, ela recebeu uma indicação ao Oscar em 2001.